# An-Naqura
An-Naqura, o també al-Nakura (àrab: الناقوره, an-Nāqūra), és un vila palestina de la governació de Nablus, a Cisjordània, al nord de la vall del Jordà, 10 kilòmetres al nord-oest de Nablus. Segons l'Oficina Central Palestina d'Estadístiques tenia 1.545 habitants en 2007. An-Naqura és administrada per un consell de vila de 10 membres encapçalat per Muhammad Hashish.